# Макбул Фіда Хусейн
Макбул Фіда Хусейн (*17 вересня 1915 — 9 червня 2011) — індійський художник, письменник, кінорежисер. Мав прізвисько «Пікассо Індії».

## Життєпис
Народився у 1915 році у м. Пандхарпур (штат Махараштра). Рано втратив матір Зунайб. Разом із батьком Фіда перебрався до Індору, де здобув початкову освіту. У 1935 році перебрався до Бомбея, де захопився живописом. Був самоуком, намагався вступити до художньої школи Джей-Джей, проте без успіху. Спочатку займався кіноафішами. Згодом став малювати пейзажі, які споглядав під час подорожей до Гуджарату. Поступово набув досвіду в малюванні.
У 1947 році стає членом Прогресивної групи художників у Бомбеї. Відтоді зростає його популярність, чому сприяла, зокрема, серія виставок по всій Індії з 1948 по 1950 роки. У 1951 році побував у Китаї.
У 1952 році у Цюриху відбулася перша персональна виставка. У 1964 році в Будинку Індії в Нью-Йорку М. Ф. Хусейн організував першу свою виставку в США. У 1966 році за свою діяльність отримує престижну премію Падма Шрі.
Водночас він захопився кінорежисурою. У 1967 році зняв короткометражний фільм «Очима художника», який здобув премію «Золотий ведмідь» на Берлінському кінофестивалі. У 1971 році був присутній на бієнале у Сан-Паулу (Бразилія) як спеціальний гість. У 1973 році отримує премію Падма Бхушан. У 1986 році здобув номінацію від Ради штатів, а у 1991 році — премію Падмі Вібхушан. З успіхом продає картини на аукціонах (найвищий результат — 20 млн доларів), стає найдорожчим художником Індії.
У 1990-х роках стикнувся з протистоянням індуських радикалів, які зненавиділи художника за зображення індуських богів і богинь. У 1998 році екстремісти атакували будинок М. Ф. Хусейна. Тим не менш він продовжував свою творчість. У 2000 році зняв фільм «Гаджа Гаміні», де йдеться про образи з творів Калідаси, Джоконди. Цим в свою чергу наразився на невдоволення мусульман. Всеіндійська рада улемів заявила про образу віри з боку режисера. У 2006 році Хусейна знову звинуватили в зображенні оголених індуських богинь. Зрештою у 2007 році було видано орден на його арешт.
Тому М. Ф. Хусейн вимушений був тікати до Дохи (Катар). Останні роки мешкав тут або в Лондоні, де й далі організовував власні виставки. У 2007 році отримав нагороду Раджа Раві Варма від уряду штату Керала. У 2010 році набув громадянства Катару. Тут виконував роботу на замовленні дружини глави держави Моза бінт Насер Аль Міснеді з арабської історії. Помер 9 червня 2011 року від серцевого нападу.

## Творчість
Найбільш часто змальовував жінок, коней, релігійних діячів. Особливо багато уваги приділяв зображенню богинь з індуської міфології. В них помітний вплив кубізму, імпресіонізму та модернізму. Однією з відоміших картин є «Мати Індія». Значущою є серія «Суфії».